# 卡薩帕
卡萨帕（西班牙語：Caazapá）是巴拉圭卡萨帕省的首府，由传教士路易斯·德博拉尼奥斯建立于1607年，名称来源于瓜拉尼语，意为“在森林后面”，1989年成为首府。